# ديزموند أندرسون
ديزموند أندرسون (17 أكتوبر 1968 - ) (بالإنجليزية: Desmond Anderson)‏ هو لاعب كريكت بريطاني. لعب مع نادي الكريكت في جامعة أكسفورد ‏.